# Anne Akiko Meyers

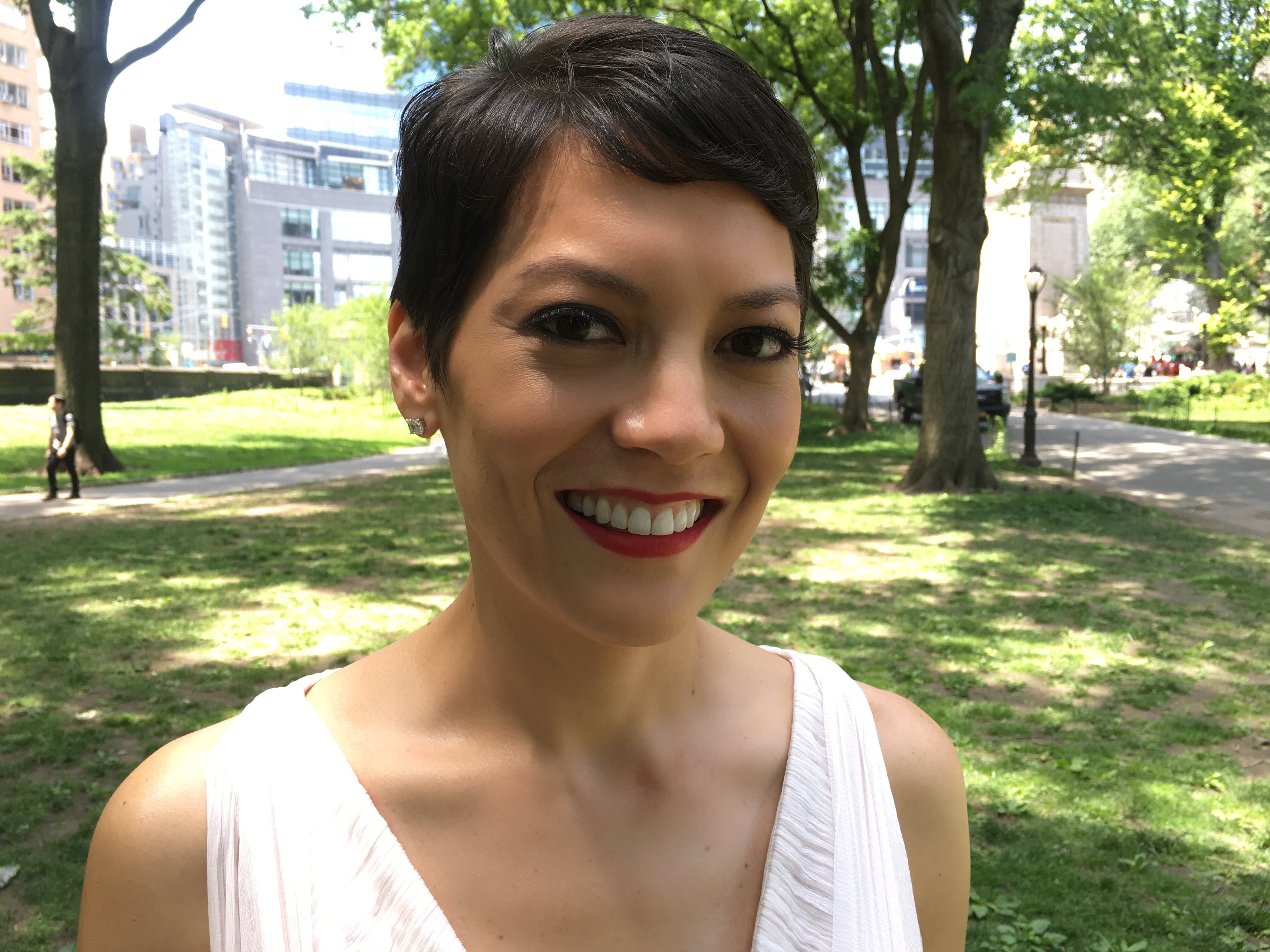
Anne Akiko Meyers (2016)

Anne Akiko Meyers (* 15. Mai 1970 in San Diego in Kalifornien) ist eine US-amerikanische Violinistin.
Die Tochter eines US-Amerikaners und einer japanischen Mutter begann mit vier Jahren das Violinspiel zu erlernen. Ihren ersten Orchesterauftritt hatte sie bereits mit sieben Jahren zusammen mit einem Orchester ihres Heimatortes San Diego. Im Alter von elf Jahren trat sie mit dem Los Angeles Philharmonic Orchestra auf, mit zwölf unter Zubin Mehta zusammen mit den New Yorker Philharmonikern. 1984 studierte sie bei Josef Gingold an der Indiana-Staatsuniversität und 1985 an der New Yorker Juilliard School. Gegenwärtig lebt sie in Los Angeles.
Meyers besitzt zwei Geigen des Cremoneser Meisters Antonio Stradivari, nämlich die Royal Spanish von 1730 und die ex-Molitor von 1697. Die ex-Molitor, benannt nach dem französischen Grafen Gabriel Jean Joseph Molitor, war 2010 für 3,6 Millionen US-Dollar versteigert worden. Als lebenslange Dauerleihgabe spielt Meyers zudem die Guarneri ex-Vieuxtemps von 1741.